# Ait Haddou Youssef
Ait Haddou Youssef (en àrab آيت حدو يوسف. Āyt Ḥaddū Yūsuf; en amazic ⴰⵢⵜ ⵃⴷⵓ ⵢⵓⵙⵙⴼ) és una comuna rural de la província de Chichaoua, a la regió de Marràqueix-Safi, al Marroc. Segons el cens de 2014 tenia una població total de 6.263 persones.